# Займище (Удомельский район)
Займище — деревня в Удомельском городском округе Тверской области.

## География
Деревня находится в северной части Тверской области на расстоянии приблизительно 16 км на восток-юго-восток по прямой от железнодорожного вокзала города Удомля в 2 км южнее железнодорожной станции Еремково на автодороге Еремково — Лугинино.

## История
Известна с 1545 года. В 1859 году это было владение помещика Д. Н. Мельницкого. Дворов (хозяйств) в ней было 11 (1859 год), 23 (1886), 23 (1911), 35 (1961), 25 (1986), 19 (1999). В советское время работали колхозы «Верный Путь», «Призыв Сталина», «1-е Мая» и совхоз «Еремковский». До 2015 года входила в состав Еремковского сельского поселения до упразднения последнего. С 2015 года в составе Удомельского городского округа.

## Население
Численность населения: 77 человек (1859 год), 132 (1886), 150 (1911), 75 (1961), 35 (1986), 44 (русские 89 %) в 2002 году, 46 в 2010.